# Musik
"Musik" (tradução portuguesa: "Música") foi a canção austríaca no Festival Eurovisão da Canção 1971, interpretado em vienense (um dialeto alemão falado em Viena) por Marianne Mendt.
Foi a primeira canção a ser ser cantada na noite do evento, antes da canção maltesa "Marija L-Maltija", interpretada por Joe Grech. A canção austríaca terminou em 16.º lugar (entre 18 países), recebendo um total de 66 pontos. 

## Autores
- Letrista: Richard Schönherz, Manuel Rigoni
- Compositor: Richard Schönherz, Manuel Rigoni
- Orquestrador: Robert Opratko

## Letra
A canção fala-nos da universalidade da música, se bem que como canta Mendt, "ela é muitas vezes vendida como algo mais".